# 若杉駅
若杉駅（わかすぎえき）は、石川県小松市若杉町に存在した北陸鉄道小松線の駅（廃駅）である。

## 概要
1923年（大正12年）11月10日に前々身の白山電気鉄道が線路敷設免許を申請した時には既に当駅も予定駅としてこれに記載され、1926年（大正15年）12月15日の小松 - 原間の工事施工認可申請にも当駅は計画されていたが、1928年（昭和3年）の鉄道免許失効及び線路工事方法変更申請の時に当駅の計画は除外された。その理由は、当駅は当時の若杉の村落から離れており、若杉の旅客は隣の八幡停車場（加賀八幡駅）を利用するので若杉駅の計画は不便であり、地元もこの計画の除外の了解を得ており、列車の運転の至便性を考慮したものであったとしている。このこともあって、当駅は全線開通7年後の開業となった。なお、加賀八幡駅とは0.7 km、打越駅とも0.4 kmしか離れておらず、乗降客数は1979年当時で一日平均100人と全駅の内で最少であった。

## 歴史
- 1936年（昭和11年）12月14日：白山電気鉄道の駅として開業。
- 1937年（昭和12年）11月4日：小松電気鉄道に社名変更、同社の駅となる。
- 1945年（昭和20年）7月20日：小松電気鉄道から北陸鉄道に営業権譲渡、同社の駅となる。
- 1986年（昭和61年）6月1日：小松線全線廃止により廃駅。

## 駅構造
単式ホーム1面1線の無人駅。ホーム上には小さな待合室があった。

## 廃止後
跡地は4車線道路の敷地となっており、痕跡は完全に消滅している。

## 隣の駅
北陸鉄道
小松線
打越駅 - 若杉駅 - 加賀八幡駅